# Cap Ōma
Le cap Ōma (大間崎, Ōma-saki ou Ōma-zaki) est le point le plus septentrional de l'île japonaise de Honshū. Situé sur la péninsule de Shimokita, il fait face au détroit de Tsugaru et à l'île de Hokkaidō. Il dépend administrativement de la préfecture d'Aomori.